# Anime năm 2019
| Anime theo năm |      |      |      |      |      |         |
| ...2016        | 2017 | 2018 | 2019 | 2020 | 2021 | 2022... |

Dưới đây là danh sách anime (bao gồm anime truyền hình, phim anime chiếu rạp, ONA, OVA) được phát hành trong năm 2019.

## Phim chiếu rạp
| Ngày công chiếu | Tựa đề                                                                | Hãng sản xuất            | Đạo diễn                                        | Thời lượng | Ng     |
| --------------- | --------------------------------------------------------------------- | ------------------------ | ----------------------------------------------- | ---------- | ------ |
| 4 tháng 1       | Love Live! Sunshine!! The School Idol Movie Over the Rainbow          | Sunrise                  | Sakai Kazuo                                     | 100 phút   | [ 1 ]  |
| 4 tháng 1       | Made in Abyss: Fukaki Tamashii no Reimei                              | Kinema Citrus            | Kojima Masayuki                                 | 119 phút   | [ 2 ]  |
| 12 tháng 1      | Fate/stay night: Heaven's Feel II. lost butterfly                     | Ufotable                 | Sudō Tomonori                                   | 117 phút   | [ 3 ]  |
| 18 tháng 1      | Made in Abyss: Hōrō Suru Tasogare                                     | Kinema Citrus            | Kojima Masayuki                                 | 108 phút   | [ 2 ]  |
| 25 tháng 1      | Ashita Sekai ga Owaru Toshitemo                                       | Craftar                  | Sakuragi Yūhei                                  | 95 phút    | [ 4 ]  |
| 25 tháng 1      | Psycho-Pass: Sinners of the System Case.1 - Tsumi to Batsu            | Production I.G           | Shiotani Naoyoshi                               |            | [ 5 ]  |
| 8 tháng 2       | Thợ săn thành phố - Căn cứ bí mật Shinjuku                            | Sunrise                  | Kodama Kenji                                    | 95 phút    | [ 6 ]  |
| 8 tháng 2       | Youjo Senki                                                           | NUT                      | Uemura Yutaka                                   | 115 phút   | [ 7 ]  |
| 9 tháng 2       | Code Geass: Fukkatsu no Lelouch                                       | Sunrise                  | Taniguchi Gorō                                  | 114 phút   | [ 8 ]  |
| 15 tháng 2      | Dungeon ni Deai wo Motomeru no wa Machigatteiru Darou ka: Orion no Ya | J.C.Staff                | Sakurabi Katsushi                               | 82 phút    | [ 9 ]  |
| 15 tháng 2      | Psycho-Pass: Sinners of the System Case.2 - First Guardian            | Production I.G           | Shiotani Naoyoshi                               |            | [ 5 ]  |
| 15 tháng 2      | Psycho-Pass: Sinners of the System Case.3 - Onshuu no Kanata ni       | Production I.G           | Shiotani Naoyoshi                               |            | [ 5 ]  |
| 16 tháng 2      | Ōshitsu Kyōshi Haine                                                  | Tear Studio              | Kikuchi Katsuya                                 | 60 phút    | [ 10 ] |
| 1 tháng 3       | Doraemon: Nobita và Mặt Trăng phiêu lưu ký                            | Shin-Ei Animation        | Yakuwa Shinnosuke                               | 111 phút   | [ 11 ] |
| 2 tháng 3       | King of Prism: Shiny Seven Stars                                      | Tatsunoko Production     | Hishida Masakazu                                |            | [ 12 ] |
| 15 tháng 3      | Grisaia: Phantom Trigger the Animation                                | Bibury Animation Studios | Tensho                                          | 90 phút    | [ 13 ] |
| 15 tháng 3      | Eiga no Osomatsu-san                                                  | Pierrot                  | Fujita Yoichi                                   | 108 phút   | [ 14 ] |
| 29 tháng 3      | Trinity Seven: Heavens Library to Crimson Lord                        | Seven Arcs Pictures      | Nishikiori Hiroshi                              | 60 phút    | [ 15 ] |
| 5 tháng 4       | Laidbackers                                                           | Studio Gokumi            | Sato Kiyomitsu Hashimoto Hiroyuki               | 59 phút    | [ 16 ] |
| 12 tháng 4      | Thám tử lừng danh Conan: Cú đấm Sapphire xanh                         | TMS Entertainment        | Nagaoka Tomoka                                  | 109 phút   | [ 17 ] |
| 19 tháng 4      | Shin – Cậu bé bút chì: Chuyến trăng mật bão táp – Giải cứu bố Hiroshi | Shin-Ei Animation        | Hashimoto Masakazu                              |            | [ 18 ] |
| 19 tháng 4      | Hibike! Euphonium: Chikai no Finale                                   | Kyoto Animation          | Ishihara Tatsuya                                | 101 phút   | [ 19 ] |
| 26 tháng 4      | Birthday Wonderland                                                   | Signal.MD                | Hara Keiichi                                    | 115 phút   | [ 20 ] |
| 10 tháng 5      | Kōtetsujō no Kabaneri: Unato Unato Kessen                             | Wit Studio               | Araki Tetsurō                                   | 82 phút    | [ 21 ] |
| 17 tháng 5      | Sōkyū no Fafner: Dead Aggressor - The Beyond                          | IG Zwei                  | Noto Takashi                                    |            | [ 22 ] |
| 24 tháng 5      | Promare                                                               | Trigger                  | Imaishi Hiroyuki                                | 111 phút   | [ 23 ] |
| 31 tháng 5      | Lupin III: Mine Fujiko to Iu Onna                                     | Telecom Animation Film   | Koike Takeshi                                   | 57 phút    | [ 24 ] |
| 7 tháng 6       | Những đứa con của hải thú                                             | Studio 4°C               | Watanabe Ayumu                                  | 111 phút   | [ 25 ] |
| 14 tháng 6      | Ta ga Tame no Alchemist                                               | Satelight                | Kawamori Shōji Takahashi Masanori               | 118 phút   | [ 26 ] |
| 14 tháng 6      | Uta no Prince-sama: Maji Love Kingdom                                 | A-1 Pictures             | Furuta Takeshi,Nagaoka Tomoka                   | 84 phút    | [ 27 ] |
| 15 tháng 6      | Girls und Panzer: Saishuushou (phần 2)                                | Actas                    | Mizushima Tsutomu                               | 54 phút    | [ 28 ] |
| 15 tháng 6      | Seishun Buta Yarō wa Yumemiru Shōjo no Yume o Minai                   | CloverWorks              | Masui Sōichi                                    | 89 phút    | [ 29 ] |
| 21 tháng 6      | Lướt sóng cùng em                                                     | Science SARU             | Yuasa Masaaki                                   | 96 phút    | [ 30 ] |
| 29 tháng 6      | Cencoroll 2                                                           | Anime Innovation Tokyo   | Uki Atsuya                                      | 25 phút    | [ 31 ] |
| 29 tháng 6      | Frame Arms Girl: Kyakkyau Fufu na Wonderland                          | Zexcs, Studio A-Cat      | Kawaguchi Keiichiro                             | 82 phút    | [ 32 ] |
| 5 tháng 7       | Free! Road to the World – Yume                                        | Kyoto Animation          | Kawanami Eisaku                                 | 120 phút   | [ 33 ] |
| 12 tháng 7      | Pokémon: Mewtwo phản công – Tiến hóa                                  | OLM                      | Yuyama Kunihiko, Sakakibara Motonori            | 98 phút    | [ 34 ] |
| 19 tháng 7      | Đứa con của thời tiết                                                 | CoMix Wave Films         | Shinkai Makoto                                  | 114 phút   | [ 35 ] |
| 2 tháng 8       | Dấu ấn rồng thiêng: Câu chuyện của bạn                                | Shirogumi                | Yamazaki Takashi, Yagi Ryūichi, Hanabusa Makoto | 102 phút   | [ 36 ] |
| 9 tháng 8       | One Piece: Stampede                                                   | Toei Animation           | Otsuka Takashi                                  | 101 phút   | [ 37 ] |
| 23 tháng 8      | Ni no Kuni                                                            | OLM                      | Momose Yoshiyuki                                | 106 phút   | [ 38 ] |
| 30 tháng 8      | Kono Subarashii Sekai ni Shukufuku o! Kurenai Densetsu                | J.C.Staff                | Kanasaki Takaomi                                | 90 phút    | [ 39 ] |
| 6 tháng 9       | Búp bê ký ức: Violet Evergarden                                       | Kyoto Animation          | Fujita Haruka                                   | 90 phút    | [ 40 ] |
| 13 tháng 9      | BanG Dream! Film Live                                                 | Sanzigen                 | Umetsu Tomomi                                   | 72 phút    | [ 41 ] |
| 20 tháng 9      | Hello World                                                           | Graphinica               | Itō Tomohiko                                    | 100 phút   | [ 42 ] |
| 27 tháng 9      | Ginga Eiyū Densetsu: Die Neue These Seiran (chapter 1)                | Production I.G           | Shunsuke Tada                                   |            | [ 43 ] |
| 5 tháng 10      | Blackfox                                                              | 3Hz                      | Nomura Kazuya, Shinohara Keisuke                | 90 phút    | [ 44 ] |
| 11 tháng 10     | Bầu trời xanh của em                                                  | CloverWorks              | Nagai Tatsuyuki                                 | 108 phút   | [ 45 ] |
| 22 tháng 10     | Human Lost                                                            | Polygon Pictures         | Motohiro Katsuyuki, Kizaki Fuminori             | 110 phút   | [ 46 ] |
| 25 tháng 10     | Ginga Eiyū Densetsu: Die Neue These Seiran (chapter 2)                | Production I.G           | Shunsuke Tada                                   |            | [ 43 ] |
| 25 tháng 10     | Kimi dake ni Motetainda                                               | Signal.MD                | Kudō Shun                                       | 54 phút    | [ 47 ] |
| 26 tháng 10     | Saenai Heroine no Sodatekata Fine                                     | CloverWorks              | Kamei Kanta (tổng), Shibata Akihisa             | 116 phút   | [ 48 ] |
| 29 tháng 11     | Ginga Eiyū Densetsu: Die Neue These Seiran (chapter 3)                | Production I.G           | Shunsuke Tada                                   |            | [ 43 ] |
| 13 tháng 12     | Seven Days War                                                        | Ajia-do Animation Works  | Murano Yūta                                     | 87 phút    | [ 49 ] |
| 20 tháng 12     | Học viện anh hùng: Thế kỷ mới của anh hùng                            | Bones                    | Nagasaki Kenji                                  | 104 phút   | [ 50 ] |

## Phim truyền hình

### Tháng 1 - tháng 3
| Ngày phát sóng               | Tựa đề                                                    | Số tập | Hãng sản xuất                       | Đạo diễn                          | Ng     |
| ---------------------------- | --------------------------------------------------------- | ------ | ----------------------------------- | --------------------------------- | ------ |
| 3 tháng 1 – 28 tháng 3       | BanG Dream! (mùa 2)                                       | 13     | Sanzigen                            | Kakimoto Kōdai                    | [ 51 ] |
| 4 tháng 1 – 29 tháng 3       | Boogiepop wa Warawanai                                    | 18     | Madhouse                            | Shingo Natsume                    | [ 52 ] |
| 4 tháng 1 – 22 tháng 3       | Egao no Daika                                             | 12     | Tatsunoko Production                | Suzuki Toshimasa                  | [ 53 ] |
| 5 tháng 1 – 30 tháng 3       | Fukigen na Mononokean mùa 2)                              | 13     | Pierrot+                            | Kawasaki Itsuro                   | [ 54 ] |
| 5 tháng 1 – 30 tháng 3       | W'z                                                       | 13     | GoHands                             | Suzuki Shingo, Kanazawa Hiromitsu | [ 55 ] |
| 6 tháng 1 – 24 tháng 3       | Ueno-san wa Bukiyō                                        | 12     | Lesprit                             | Yamanashi Tomohiro                | [ 56 ] |
| 7 tháng 1 – 24 tháng 6       | Dororo                                                    | 24     | MAPPA, Tezuka Productions           | Furuhashi Kazuhiro                | [ 57 ] |
| 7 tháng 1 – 1 tháng 4        | Mob Psycho 100 (mùa 2)                                    | 13     | Bones                               | Tachikawa Yuzuru                  | [ 58 ] |
| 8 tháng 1 – 26 tháng 3       | Circlet Princess                                          | 12     | Silver Link                         | Tachibana Hideki                  | [ 59 ] |
| 8 tháng 1 – 26 tháng 3       | Kakegurui ××                                              | 12     | MAPPA                               | Hayashi Yuichiro, Kiyoshi Matsuda | [ 60 ] |
| 8 tháng 1 – 26 tháng 3       | Pastel Memories                                           | 12     | Project No.9                        | Shinozaki Yasuyuki                | [ 61 ] |
| 8 tháng 1 – 26 tháng 3       | Rainy Cocoa side G                                        | 12     | EMT Squared                         | Ishii Hisashi                     | [ 62 ] |
| 8 tháng 1 – 26 tháng 3       | 3D Kanojo: Real Girl (mùa 2)                              | 12     | Hoods Entertainment                 | Naoya Takashi                     | [ 63 ] |
| 8 tháng 1 – 26 tháng 3       | Rinshi!! Ekoda-chan                                       | 12     | Creators in Pack, Ascension, Zero-G |                                   | [ 64 ] |
| 8 tháng 1 – 26 tháng 3       | Watashi ni Tenshi ga Maiorita!                            | 12     | Doga Kobo                           | Hiramaki Daisuke                  | [ 65 ] |
| 9 tháng 1 – 27 tháng 3       | Kemurikusa                                                | 12     | Yaoyorozu                           | Tatsuki                           | [ 66 ] |
| 9 tháng 1 – 27 tháng 3       | Meiji Tokyo Renka                                         | 12     | TMS/V1 Studio                       | Daichi Akitaro                    | [ 67 ] |
| 9 tháng 1 – 27 tháng 3       | Dōkyonin wa Hiza, Tokidoki, Atama no Ue.                  | 12     | Zero-G                              | Suzuki Kaoru                      | [ 68 ] |
| 9 tháng 1 – 26 tháng 6       | Tate no Yūsha no Nariagari                                | 25     | Kinema Citrus                       | Abo Takao                         | [ 69 ] |
| 10 tháng 1 – 28 tháng 3      | Chō Jigen Kakumei Anime: Dimension High School            | 12     | Asmik Ace, Polygon Magic            | Abe Yuichi                        | [ 70 ] |
| 10 tháng 1 – 28 tháng 3      | Girly Air Force                                           | 12     | Satelight                           | Ono Katsumi                       | [ 71 ] |
| 10 tháng 1 – 28 tháng 2      | Grimms Notes the Animation                                | 12     | Brain's Base                        | Sugawara Seiki                    | [ 72 ] |
| 10 tháng 1 – 28 tháng 3      | Revisions                                                 | 12     | Shirogumi                           | Taniguchi Gorō                    | [ 73 ] |
| 10 tháng 1 – 28 tháng 3      | Gotōbun no Hanayome                                       | 12     | Tezuka Productions                  | Kuwabara Satoshi                  | [ 74 ] |
| 11 tháng 3 – 29 tháng 3      | B-PROJECT: Zecchō Emotion                                 | 12     | BN Pictures                         | Moriwaki Makoto                   | [ 75 ] |
| 11 tháng 1 – 29 tháng 3      | Date A Live III                                           | 12     | J.C.Staff                           | Motonaga Keitaro                  | [ 76 ] |
| 11 tháng 1 – 29 tháng 3      | Hulaing Babies                                            | 12     | Gaina                               | Asao Yoshinori                    | [ 77 ] |
| 11 tháng 1 – 29 tháng 3      | Miền đất hứa                                              | 12     | CloverWorks                         | Kanbe Mamoru                      | [ 78 ] |
| 12 tháng 1 – 30 tháng 3      | Bermuda Triangle: Colorful Pastrale                       | 12     | Seven Arcs Pictures                 | Nishimura Junji                   | [ 79 ] |
| 12 tháng 1 – 30 tháng 3      | Domestic na Kanojo                                        | 12     | Diomedéa                            | Ihata Shōta                       | [ 80 ] |
| 12 tháng 1 – 30 tháng 3      | Endro!                                                    | 12     | Studio Gokumi                       | Kaori                             | [ 81 ] |
| 12 thánh 1 – 30 tháng 3      | Kaguya-sama wa Kokurasetai: Tensai-tachi no Renai Zunōsen | 12     | A-1 Pictures                        | Hatakeyama Mamoru                 | [ 82 ] |
| 12 tháng 1 – 30 tháng 3      | Mahō Shōjo Tokushusen Asuka                               | 12     | Liden Films                         | Yamamoto Hideyo                   | [ 83 ] |
| 12 tháng 1 – 16 tháng 3      | Mini Toji                                                 | 10     | Project No.9                        | Nobuta Yuu                        | [ 84 ] |
| 13 tháng 1 – 31 tháng 3      | Kōya no Kotobuki Hikōtai                                  | 12     | GEMBA                               | Mizushima Tsutomu                 | [ 85 ] |
| 14 tháng 1 – 1 tháng 4       | Kemono Friends (mùa 2)                                    | 12     | Tomason                             | Kimura Ryuichi                    | [ 86 ] |
| 20 tháng 1 – 24 tháng 3      | Manaria Friends                                           | 10     | CygamesPictures                     | Okamot Hideki                     | [ 87 ] |
| 27 tháng 1 – 14 tháng 4      | Piano no Mori (mùa 2)                                     | 12     | Gaina                               | Yamaga Hiroyuki                   | [ 88 ] |
| 3 tháng 2 – 26 tháng 1, 2020 | Star Twinkle PreCure                                      | 49     | Toei Animation                      | Miyamoto Hiroaki                  | [ 89 ] |

### Tháng 4 - tháng 6
| Ngày phát sóng               | Tựa đề                                     | Số tập | Hãng sản xuất                 | Đạo diễn                                   | Ng      |
| ---------------------------- | ------------------------------------------ | ------ | ----------------------------- | ------------------------------------------ | ------- |
| 2 tháng 4 – 31 tháng 3, 2020 | Daiya no Ace II                            | 52     | Madhouse                      | Masuhara Mitsuyuki                         | [ 90 ]  |
| 2 tháng 4 – 1 tháng 10       | Kono Yo no Hate de Koi o Utau Shōjo YU-NO  | 26     | Feel                          | Tetsuo Hirakawa                            | [ 91 ]  |
| 4 tháng 4 – 20 tháng 6       | Bakumatsu: Crisis                          | 12     | Studio Deen                   | Satō Mitsutoshi                            | [ 92 ]  |
| 4 tháng 4 – 27 tháng 6       | Hangyaku-sei Million Arthur (mùa 2)        | 13     | J.C.Staff                     | Suzuki Yōhei                               | [ 93 ]  |
| 4 tháng 4 – 20 thánh 6       | Yatogame-chan Kansatsu Nikki               | 12     | Saetta                        | Hirasawa Hisayoshi                         | [ 94 ]  |
| 5 tháng 4 – 21 tháng 6       | Hitori Bocchi no Marumaru Seikatsu         | 12     | C2C                           | Anzai Takebumi                             | [ 95 ]  |
| 6 tháng 4 – 22 tháng 6       | Midara na Ao-chan wa Benkyō ga Dekinai     | 12     | Silver Link                   | Inoue Keisuke                              | [ 96 ]  |
| 6 tháng 4 – 28 tháng 9       | Thanh gươm diệt quỷ                        | 26     | Ufotable                      | Sotozaki Haruo                             | [ 97 ]  |
| 6 tháng 4 – 21 tháng 9       | Fruits Basket                              | 25     | TMS/8PAN                      | Ibata Yoshihide                            | [ 98 ]  |
| 6 tháng 4 – 22 tháng 6       | Joshi Kausei                               | 12     | Seven                         | Sasaki Tadayoshi                           | [ 99 ]  |
| 6 tháng 4 – 29 tháng 6       | Kono Oto Tomare!                           | 13     | Platinum Vision               | Mizuno Ryōma                               | [ 100 ] |
| 6 tháng 4 – 28 tháng 9       | Mix                                        | 24     | OLM                           | Watanabe Odahiro                           | [ 101 ] |
| 6 tháng 4 – 22 tháng 6       | Nobunaga Sensei no Osanazuma               | 12     | Seven                         | Sasaki Tadayoshi                           | [ 102 ] |
| 6 tháng 4 – 22 tháng 6       | Chō Kadō Girl 1/6                          | 12     | Studio A-Cat                  | Motonaga Keitaro                           | [ 103 ] |
| 6 tháng 4 – 22 tháng 6       | Senryū Shōjo                               | 12     | Connect                       | Jinbo Masato                               | [ 104 ] |
| 7 tháng 4 – 23 tháng 6       | Shōmetsu Toshi                             | 12     | Madhouse                      | Shigeyuki Miya                             | [ 105 ] |
| 7 tháng 4 – 23 tháng 6       | Fairy Gone                                 | 12     | P.A.Works                     | Suzuki Kenichi                             | [ 106 ] |
| 7 tháng 4 – 7 tháng 7        | Hachigatsu no Cinderella Nine              | 12     | TMS Entertainment             | Kudo Susumu                                | [ 107 ] |
| 7 tháng 4 – 23 tháng 6       | Mayonaka no Occult Kōmuin                  | 12     | Liden Films                   | Watanabe Tetsuya                           | [ 108 ] |
| 7 tháng 4 – 30 tháng 6       | Gunjō no Magmell                           | 13     | Pierrot+                      | Date Hayato                                | [ 109 ] |
| 7 tháng 4 – 30 tháng 6       | Bokutachi wa Benkyō ga Dekinai             | 13     | Studio Silver, Arvo Animation | Iwasaki Yoshiaki                           | [ 110 ] |
| 8 tháng 4 – 23 tháng 3, 2020 | Jimoto ga Japan                            | 50     | ODDJOB                        | Ueno Isamu                                 | [ 111 ] |
| 8 tháng 4 – 24 tháng 6       | Namu Amida Butsu! -Rendai Utena-           | 12     | Asahi Production              | Oguro Akira                                | [ 112 ] |
| 8 tháng 4 – 24 tháng 6       | RobiHachi                                  | 12     | Studio Comet                  | Takamatsu Shinji                           | [ 113 ] |
| 8 tháng 4 – 24 tháng 6       | Nande Koko ni Sensei ga!?                  | 12     | Tear Studio                   | Kaneko Hiraku (tổng), Tokoro Toshikatsu    | [ 114 ] |
| 9 tháng 4 – 25 tháng 6       | Bộ tứ dị giới                              | 12     | Studio Puyukai                | Ashina Minoru                              | [ 115 ] |
| 9 tháng 4 – 2 tháng 7        | One-Punch Man (mùa 2)                      | 12     | J.C.Staff                     | Sakurai Chikara                            | [ 116 ] |
| 9 tháng 4 – 25 tháng 6       | Strike Witches: 501 Butai Hasshin Shimasu! | 12     | acca effe, Giga Production    | Fumio Ito                                  | [ 117 ] |
| 10 tháng 4 – 2 tháng 10      | Carole & Tuesday                           | 24     | Bones                         | Watanabe Shinichirō (tổng), Hori Motonobu  | [ 118 ] |
| 10 tháng 4 – 26 tháng 6      | Sewayaki Kitsune no Senko-san              | 12     | Doga Kobo                     | Koshida Tomoaki                            | [ 119 ] |
| 10 tháng 4 – 26 tháng 6      | Kenja no Mago                              | 12     | Silver Link                   | Tamura Masafumi                            | [ 120 ] |
| 11 tháng 4 – 20 tháng 6      | Sarazanmai                                 | 11     | MAPPA, Lapin Track            | Takeuchi Nobuyuki (tổng), Ikuhara Kunihiko | [ 121 ] |
| 12 tháng 4 – 28 tháng 6      | Bungo Stray Dogs (mùa 3)                   | 12     | Bones                         | Igarashi Takuya                            | [ 122 ] |
| 15 tháng 4 – 1 tháng 7       | King of Prism: Shiny Seven Stars           | 12     | Tatsunoko Production          | Hishida Masakazu                           | [ 123 ] |
| 29 tháng 4 – 1 tháng 7       | Đại chiến Titan (mùa 3, phần 2)            | 10     | Wit Studio                    | Araki Tetsurō, Koizuka Masashi             | [ 124 ] |

### Tháng 7 - tháng 9
| Ngày phát sóng           | Tựa đề                                                                        | Số tập | Hãng sản xuất              | Đạo diễn                              | Ng      |
| ------------------------ | ----------------------------------------------------------------------------- | ------ | -------------------------- | ------------------------------------- | ------- |
| 1 tháng 7 – 16 tháng 9   | Star-Myu (mùa 3)                                                              | 12     | C-Station                  | Tada Shunsuke                         | [ 125 ] |
| 1 tháng 7 – 16 tháng 9   | Katsute Kami Datta Kemono-tachi e                                             | 12     | MAPPA                      | Shishido Jun                          | [ 126 ] |
| 2 tháng 7 – 17 tháng 9   | Sōnan desu ka?                                                                | 12     | Ezo'la                     | Nagayama Nobuyoshi                    | [ 127 ] |
| 2 tháng 7 – 17 tháng 9   | Tejina Senpai                                                                 | 12     | Liden Films                | Usui Fumiaki                          | [ 128 ] |
| 3 tháng 7 – 18 tháng 9   | Kanata no Astra                                                               | 12     | Lerche                     | Andō Masaomi                          | [ 129 ] |
| 3 tháng 7 – 18 tháng 9   | Dumbbell Nan-Kilo Moteru?                                                     | 12     | Doga Kobo                  | Yamazaki Mitsue                       | [ 130 ] |
| 4 tháng 7 – 19 tháng 9   | Maō-sama, Retry!                                                              | 12     | Ekachi Epilka              | Kimura Hiroshi                        | [ 131 ] |
| 4 tháng 7 – 19 tháng 9   | Uchi no Ko no Tame Naraba, Ore wa Moshikashitara Maō mo Taoseru Kamoshirenai. | 12     | Maho Film                  | Yanase Takeyuki                       | [ 132 ] |
| 5 tháng 7 – 13 tháng 12  | Dr.STONE                                                                      | 24     | TMS/8PAN                   | Iino Shinya                           | [ 133 ] |
| 5 tháng 7 – 27 tháng 12  | Enen no Shouboutai                                                            | 24     | David Production           | Yase Yuki                             | [ 134 ] |
| 5 tháng 7 – 26 tháng 9   | Granbelm                                                                      | 13     | Nexus                      | Watanabe Masaharu                     | [ 135 ] |
| 5 tháng 7 – 20 tháng 9   | Araburu Kisetsu no Otome-domo yo                                              | 12     | Lay-duce                   | Ando Masahiro, Tsukada Takurō         | [ 136 ] |
| 5 tháng 7 – 20 tháng 9   | Joshi Kōsei no Mudazukai                                                      | 12     | Passione                   | Takahashi Takeo (tổng), Sanpei Hijiri | [ 137 ] |
| 6 tháng 7 – 28 tháng 9   | Senki Zesshō Symphogear XV                                                    | 13     | Satelight                  | Ono Katsumi                           | [ 138 ] |
| 6 tháng 7 – 28 tháng 9   | Lord El-Melloi II-sei no Jikenbo: Rail Zeppelin Grace note                    | 13     | Troyca                     | Katō Makoto                           | [ 139 ] |
| 7 tháng 7 – 11 tháng 8   | Business Fish                                                                 | 12     | IANDA                      | Sumida Takashi                        | [ 140 ] |
| 7 tháng 7 – 22 tháng 12  | Ensemble Stars!                                                               | 24     | David Production           | Soejima Yasufumi, Hishida Masakazu    | [ 141 ] |
| 7 tháng 7 – 29 tháng 12  | Re:Stage! Dream Days♪                                                         | 12     | Yumeta Company, Graphinica | Katagai Shin                          | [ 142 ] |
| 7 tháng 7 – 22 tháng 9   | Karakai Jōzu no Takagi-san (mùa 2)                                            | 12     | Shin-Ei Animation          | Akagi Hiroaki                         | [ 143 ] |
| 7 tháng 7 – 22 tháng 9   | Naka no Hito Genome Jikkyōchū                                                 | 12     | Silver Link                | Ōnuma Shin                            | [ 144 ] |
| 7 tháng 7 – 29 tháng 12  | Vinland Saga                                                                  | 24     | Wit Studio                 | Yabuta Shuhei                         | [ 145 ] |
| 8 tháng 7 – 7 tháng 10   | Arifureta                                                                     | 13     | White Fox, Asread          | Yoshimoto Kinji                       | [ 146 ] |
| 8 tháng 7 – 30 tháng 9   | Cop Craft                                                                     | 12     | Millepensee                | Itagaki Shin                          | [ 147 ] |
| 8 tháng 7 – 1 tháng 9    | Yubisaki kara Honki no Netsujō:                                               | 8      | Studio Hōkiboshi           | Watase Toshihiro                      | [ 148 ] |
| 8 tháng 7 – 23 tháng 9   | Kawaikereba Hentai demo Suki ni Natte Kuremasuka?                             | 12     | Geek Toys                  | Imazaki Itsuki                        | [ 149 ] |
| 8 tháng 7 – 23 tháng 9   | Kochoki: Wakaki Nobunaga                                                      | 12     | Studio Deen                | Abe Noriyuki                          | [ 150 ] |
| 10 tháng 7 – 25 tháng 9  | Isekai Cheat Magician                                                         | 12     | Encourage Films            | Tsukushi Daisuke                      | [ 151 ] |
| 11 tháng 7 – 19 tháng 9  | Given                                                                         | 11     | Lerche                     | Yamaguchi Hikaru                      | [ 152 ] |
| 12 tháng 7 – 27 tháng 9  | Toaru Kagaku no Accelerator                                                   | 12     | J.C.Staff                  | Kamanaka Nobuharu                     | [ 153 ] |
| 12 tháng 7 – 27 tháng 9  | Machikado Mazoku                                                              | 12     | J.C.Staff                  | Sakurai Hiroaki                       | [ 154 ] |
| 13 tháng 7 – 28 tháng 9  | Tsūjou Kōgeki ga Zentai Kōgeki de ni Kai Kōgeki no Okā-san wa Suki Desuka?    | 12     | J.C.Staff                  | Iwasaki Yoshiaki                      | [ 155 ] |
| 13 tháng 7 – 28 tháng 9  | Dungeon ni Deai o Motomeru no wa Machigatteiru Darō ka? (mùa 2)               | 12     | J.C.Staff                  | Tachibana Hideki                      | [ 156 ] |
| 14 tháng 7 – 13 tháng 10 | Yōkai Ningen Bem                                                              | 12     | LandQ Studios              | Odaka Yoshinori                       | [ 157 ] |
| 30 tháng 7 – 15 tháng 10 | Try Knights                                                                   | 12     | Gonzo                      | Sasaki Tadayoshi                      | [ 158 ] |

### Tháng 10 - tháng 12
| Ngày phát sóng                 | Tựa đề                                                         | Số tập | Hãng sản xuất                            | Đạo diễn                                | Ng      |
| ------------------------------ | -------------------------------------------------------------- | ------ | ---------------------------------------- | --------------------------------------- | ------- |
| 1 tháng 10 – 24 tháng 12       | Bananya: Fushigi na Nakamatachi                                | 13     | Gathering                                | Yatate Kyō                              | [ 159 ] |
| 2 tháng 10 – 18 tháng 12       | Hōkago Saikoro Club                                            | 12     | Liden Films                              | Imaizumi Kenichi                        | [ 160 ] |
| 2 tháng 10 – 30 tháng 9, 2020  | Ahiru no Sora                                                  | 50     | Diomedéa                                 | Kusakawa Keizō (tổng), Tamaki Shingo    | [ 161 ] |
| 2 tháng 10 – 27 tháng 12       | Kono Yuusha ga Ore TUEEE kuse ni Shinchou sugiru               | 12     | White Fox                                | Masayuki Sakoi                          | [ 162 ] |
| 2 tháng 10 – 18 tháng 12       | Hataage! Kemono Michi                                          | 12     | ENGI                                     | Miura Kazuya                            | [ 163 ] |
| 2 tháng 10 – 25 tháng 12       | Ore o Suki nano wa Omae dake kayo                              | 12     | Connect                                  | Noriaki Akitaya                         | [ 164 ] |
| 2 tháng 10 – 26 tháng 2, 2022  | Radiant (mùa 2)                                                | 21     | Lerche                                   | Fukuoka Daisei, Kishi Seiji             | [ 165 ] |
| 3 tháng 10 – 26 tháng 12       | Honzuki no Gekokujō                                            | 14     | Ajia-do Animation Works                  | Hongo Mitsuru                           | [ 166 ] |
| 3 tháng 10 – 20 tháng 3, 2020  | Azur Lane                                                      | 12     | Bibury Animation Studio                  | Tensho                                  | [ 167 ] |
| 3 tháng 10 – 19 tháng 12       | Chōjin-Kokoseitachi wa Isekai demo Yoyu de Ikinuku Yōdesu!     | 12     | Project No.9                             | Yanagi Shinsuke                         | [ 168 ] |
| 4 tháng 10 – 27 tháng 12       | Granblue Fantasy the Animation (mùa 2)                         | 12     | MAPPA                                    | Umemoto Yui                             | [ 169 ] |
| 4 thang10 – 13 tháng 12        | Chūbyō Gekihatsu Boy                                           | 11     | Studio Deen                              | Ichikawa Kazuya                         | [ 170 ] |
| 4 tháng 10 – 16 tháng 10, 2020 | Thú Vương Đại Chiến 2                                          | 50     | OLM                                      | Kato Takao                              | [ 171 ] |
| 5 tháng 10 – 28thasng 3, 2020  | Aikatsu on Parade!                                             | 25     | BN Pictures                              | Igarashi Shishō                         | [ 172 ] |
| 5 tháng 10 – 21 tháng 3, 2020  | Fate/Grand Order: Zettai Majū Sensen Babylonia                 | 21     | CloverWorks                              | Akai Toshifumi                          | [ 173 ] |
| 5 tháng 10 – 28 tháng 3        | Kono Oto Tomare (mùa 2)                                        | 13     | Platinum Vision                          | Mizuno Ryōma                            | [ 174 ] |
| 5 tháng 10 – 21 tháng 12       | Val × Love                                                     | 12     | Hoods Entertainment                      | Naoya Takashi                           | [ 175 ] |
| 5 tháng 10 – 7 tháng 3, 2020   | Vào Ma Giới rồi đấy! Iruma-kun                                 | 23     | BN Pictures                              | Moriwaki MakotoYamakawa                 | [ 176 ] |
| 6 tháng 10 – 22 tháng 12       | Actors: Songs Connection                                       | 12     | Drive                                    | Yamasaki Osamu                          | [ 177 ] |
| 6 tháng 10 – 22 tháng 12       | Africa no Salaryman                                            | 12     | Hotzipang                                | Tatamitani Tetsuya                      | [ 178 ] |
| 6 tháng 10 – 27 tháng 1, 2020  | Babylon                                                        | 12     | Revoroot                                 | Suzuki Kiyotaka                         | [ 179 ] |
| 6 tháng 10 – 22 tháng 12       | Fairy Gone (mùa 2)                                             | 12     | P.A.Works                                | Suzuki Kenichi                          | [ 180 ] |
| 6 tháng 10 – 29 tháng 12       | Keishichou Tokumubu Tokushu Kyouakuhan Taisakushitsu Dainanaka | 12     | ANIMA&CO.                                | Takayuki Kuriyama (tổng), Kosaka Harume | [ 181 ] |
| 6 tháng 10 – 29 tháng 12       | Bokutachi wa Benkyō ga Dekinai (mùa 2)                         | 13     | Studio Silver, Arvo Animation            | Iwasaki Yoshiaki                        | [ 182 ] |
| 7 tháng 10 – 23 tháng 12       | Watashi, Nouryoku wa Heikinchi de tte Itta yo ne!              | 12     | Project No.9                             | Outa Masahiko                           | [ 183 ] |
| 7 tháng 10 – 30 tháng 3        | Phantasy Star Online 2: Episode Oracle                         | 25     | Gonzo                                    | Masaki Tachibana                        | [ 184 ] |
| 8 tháng 10 – 7 tháng 1, 2020   | Kandagawa Jet Girls                                            | 12     | TNK                                      | Kaneko Hiraku                           | [ 185 ] |
| 8 tháng 10 – 24 tháng 12       | Z/X Code reunion                                               | 12     | Passione                                 | Yoshifumi Sueda                         | [ 186 ] |
| 9 tháng 10 – 25 tháng 3, 2020  | Thất hình đại tội: Cơn thịnh nộ của chư thần                   | 24     | Studio Deen                              | Nishizawa Susumu                        | [ 187 ] |
| 10 tháng 10 – 26 tháng 12      | Assassins Pride                                                | 12     | EMT Squared                              | Aiura Kazuya                            | [ 188 ] |
| 10 tháng 10 – 26 tháng 12      | Beastars                                                       | 12     | Orange                                   | Matsumi Shin'ichi                       | [ 189 ] |
| 10 tháng 10 – 26 tháng 12      | No Guns Life (phần 1)                                          | 12     | Madhouse                                 | Itō Naoyuki                             | [ 190 ] |
| 10 tháng 10 – 26 tháng 12      | Hoshiai no Sora                                                | 12     | 8-Bit                                    | Akane Kazuki                            | [ 191 ] |
| 11 tháng 10 – 27 tháng 3, 2020 | Kabukichō Sherlock                                             | 24     | Production I.G                           | Yoshimura Ai                            | [ 192 ] |
| 11 tháng 10 – 27 tháng 12      | Shin Chūka Ichiban!                                            | 12     | NAS                                      | Kawasaki Itsuro                         | [ 193 ] |
| 12 tháng 10 – 28 tháng 12      | Shokugeki no Sōma: Shin no Sara                                | 12     | J.C.Staff                                | Yonetani Yoshitomo                      | [ 194 ] |
| 12 tháng 10 – 4 tháng 4, 2020  | Học viện anh hùng (mùa 4)                                      | 25     | Bones                                    | Nagasaki Kenji (tổng), Mukai Masahiro   | [ 195 ] |
| 13 tháng 10 – 18 tháng 1, 2020 | Chidori RSC                                                    | 12     | 3Hz                                      | Takahashi Masanori                      | [ 196 ] |
| 13 tháng 10 – 29 tháng 12      | Sword Art Online: Alicization – War of Underworld (phần 1)     | 12     | A-1 Pictures                             | Ono Manabu                              | [ 197 ] |
| 13 tháng 10 – 29 tháng 12      | Tenka Hyakken ~Meiji-kan e Yōkoso!~                            | 12     | Liden Films                              | Hashimoto Daisuke                       | [ 198 ] |
| 22 tháng 10 – 24 tháng 3, 2020 | Chihayafuru (mùa 3)                                            | 24     | Madhouse                                 | Asaka Morio                             | [ 199 ] |
| 24 tháng 10 – 12 tháng 12      | Psycho-Pass (mùa 3)                                            | 8      | Production I.G                           | Shiotani Naoyoshi                       | [ 200 ] |
| 25 tháng 10 – 20 tháng 2       | Hi Score Girl (mùa 2)                                          | 9      | Shogakukan Music & Digital Entertainment | Yamakawa Yoshiki                        | [ 201 ] |

## ONA
| Ngày phát hành                 | Tựa đề                                       | Số tập | Hãng sản xuất                     | Đạo diễn                              | Ng      |
| ------------------------------ | -------------------------------------------- | ------ | --------------------------------- | ------------------------------------- | ------- |
| 17 tháng 1                     | Ikebukuro                                    | 1      | Shaft                             | Takatsu Yukio                         | [ 202 ] |
| 14 tháng 2 – 8 tháng 8         | Fight League: Gear Gadget Generators         | 26     | BN Pictures                       | Nakajima Daisuke                      | [ 203 ] |
| 17 tháng 2                     | Final Fantasy XV: Episode Ardyn – Prologue   | 1      | Satelight                         |                                       | [ 204 ] |
| 1 tháng 4                      | Ultraman                                     | 13     | Production I.G, Sola Digital Arts | Kamiyama Kenji, Aramaki Shinji        | [ 205 ] |
| 19 tháng 4                     | Rilakkuma và Kaoru                           | 13     | Dwarf                             | Kobayashi Masahito                    | [ 206 ] |
| 11 tháng 5 – 27 tháng 7        | Miru Tights                                  | 12     | Yokohama Animation Laboratory     | Ogawa Yuki                            | [ 207 ] |
| 14 tháng 6                     | Retsuko hung hăng (mùa 2)                    | 10     | Fanworks                          | Rarecho                               | [ 208 ] |
| 28 tháng 6                     | 7 mầm sống                                   | 12     | Gonzo                             | Takahashi Yukio                       | [ 209 ] |
| 19 tháng 7 – 23 tháng 1, 2020  | Thánh đấu sĩ Seiya: Hiệp sĩ hoàng đạo        | 12     | Toei Animation                    | Ashino Yoshiharu                      | [ 210 ] |
| 31 tháng 7 – 31 tháng 10       | Đấu sĩ Ashura                                | 24     | Larx Entertainment                | Kishi Seiji                           | [ 211 ] |
| 15 tháng 8                     | Cannon Busters: Khắc tinh đại pháo           | 12     | Satelight, Yumeta Company         | LeSean Thomas (tổng), Natori Takahiro | [ 212 ] |
| 23 tháng 8                     | HERO MASK – Mặt nạ anh hùng (mùa 2)          | 9      | Pierrot                           | Aoki Hiroyasu                         | [ 213 ] |
| 4 tháng 10 – 20 tháng 10       | Null & Peta                                  | 12     | Shin-Ei Animation                 | Ogura Hirofumi                        | [ 214 ] |
| 10 tháng 10 – 26 tháng 3, 2020 | Mugen no Jūnin: Immortal                     | 24     | Liden Films                       | Hamasaki Hiroshi                      | [ 215 ] |
| 10 tháng 10 – 26 tháng 12      | Gundam Build Divers Re:Rise                  | 13     | Sunrise Beyond                    | Watada Shinya                         | [ 216 ] |
| 22 tháng 11                    | Gauko - Cô bé khủng long                     | 20     | Ascension                         | Shigino Akira                         | [ 217 ] |
| 28 tháng 12                    | Levius                                       | 12     | Polygon Pictures                  | Seshita Hiroyuki (tổng) ,Ide Keisuke  | [ 218 ] |
| 3 tháng 12                     | Obsolete (phần 1)                            | 6      | Buemon                            | Yamada Hiroki, Shirato Seiichi        | [ 219 ] |
| 30 tháng 12                    | Siêu năng lực gia Saiki Kusuo: Tái thức tỉnh | 6      | J.C.Staff                         | Sakurai Hiroaki                       | [ 220 ] |

## OVA
| Ngày phát hành                | Tựa đề                                                    | Số tập | Hãng sản xuất                 | Đạo diễn                                   | Ng      |
| ----------------------------- | --------------------------------------------------------- | ------ | ----------------------------- | ------------------------------------------ | ------- |
| 3 tháng 1 – 27 tháng 2        | Ikki Tousen: Western Wolves                               | 3      | Arms                          | Watanabe Takashi (tổng), Satō Mitsutoshi   | [ 221 ] |
| 16 tháng 1                    | Eromanga Sensei                                           | 2      | A-1 Pictures                  | Takeshita Ryohei                           | [ 222 ] |
| 30 tháng 1                    | It's My Life                                              | 1      | Creators in Pack              | Hirasawa Hisayoshi                         | [ 223 ] |
| 27 tháng 2                    | Gaikotsu Shotenin Honda-san                               | 1      | DLE                           | Todoroki Ouru                              |         |
| 6 tháng 3                     | Senjūshi                                                  | 1      | TMS/Double Eagle              | Kasai Kenichi                              | [ 224 ] |
| 18 tháng 3 – 22 tháng 9       | Golden Kamuy (OVA 2 & 3)                                  | 2      | Geno Studio                   | Hitoshi Nanba                              | [ 225 ] |
| 20 tháng 3                    | Hi Score Girl: Extra Stage                                | 3      | J.C.Staff                     | Yamakawa Yoshiki                           | [ 226 ] |
| 29 tháng 3                    | Otaku ni koi wa muzukashii                                | 1      | A-1 Pictures, Lapin Track     | Yoshimasa Hiraike                          | [ 227 ] |
| 14 tháng 6                    | Fate/kaleid liner Prisma Illya: Prisma Phantasm           | 1      | Silver Link                   | Ōnuma Shin                                 | [ 228 ] |
| 20 tháng 6                    | Kyochū Rettō                                              | 1      | Passione                      | Takahashi Takeo                            | [ 229 ] |
| 8 tháng 7                     | Chō Jigen Game Neptune The Animation: Nepu no Natsuyasumi | 1      | Okuruto Noboru                | Mukai Masahiro                             | [ 230 ] |
| 9 tháng 7                     | Magimoji Rurumo                                           | 2      | J.C.Staff                     | Sakurai Chikara                            | [ 231 ] |
| 9 tháng 7 – 27 tháng 11, 2020 | Tensei shitara Slime Datta Ken                            | 5      | Eight Bit                     | Kikuchi Yasuhito                           | [ 232 ] |
| 10 tháng 9                    | Totsukuni no Shōjo                                        | 1      | Wit Studio                    | Kubo Yūtarō, Maiya Satomi                  | [ 233 ] |
| 25 tháng 9 – 22 tháng 11      | Mayonaka no Occult Kōmuin                                 | 3      | Liden Films                   | Watanabe Tetsuya                           | [ 234 ] |
| 25 tháng 9                    | Mob Psycho 100                                            | 1      | Bones                         | Tachikawa Yuzuru                           | [ 235 ] |
| 26 tháng 9                    | Gochūmon wa Usagi Desu ka?? Sing For You                  | 1      | production doA                | Hashimoto Hiroyuki                         | [ 236 ] |
| 1 tháng 11                    | Bokutachi wa Benkyō ga Dekinai                            | 1      | Studio Silver, Arvo Animation | Iwasaki Yoshiaki                           | [ 237 ] |
| 8 tháng 11                    | Re:Zero kara Hajimeru Isekai Seikatsu: Hyōketsu no Kizuna | 1      | White Fox                     | Kawamura Kenichi (tổng), Watanabe Masaharu | [ 238 ] |
| 13 tháng 11                   | YuruYuri,                                                 | 1      | Lay-duce                      | Yamagishi Daigo                            | [ 239 ] |
| 22 tháng 11                   | Fragtime                                                  | 1      | Tear Studio                   | Satō Takuya                                | [ 240 ] |
| 8 tháng 12                    | Kishibe Rohan wa Ugokanai                                 | 2      | David Production              | Kato Toshiyuki, Soejima Yasufumi           | [ 241 ] |

## Mất
- 1 tháng 2: Arimoto Kinryū, nam diễn viên lồng tiếng người Nhật, qua đời ở tuổi 78.[242]
- 26 tháng 3: Shiraishi Fuyumi; nam diễn viên lồng tiếng, phát thanh viên radio người Nhật, qua đời ở tuổi 78.[243]
- 5 tháng 4: WOWAKA, nam nghệ sĩ người Nhật, qua đời ở tuổi 31.[244]
- 11 tháng 4: Monkey Punch, nam họa sĩ truyện tranh của Lupin III, qua đời ở tuổi 81.[245]
- 16 tháng 4: Kawakubo Kiyoshi, nam diễn viên lồng tiếng người Nhật, qua đời ở tuổi 89.[246]
- 10 tháng 6: Fujimoto Yuzuru, nam diễn viên lồng tiếng người Nhật, qua đời ở tuổi 83.[247]
- 18 tháng 7: Một số nạn nhân nổi bật từ vụ phóng hỏa Kyōto Animation:
  - Ishida Naomi, nhà thiết kế màu sắc hoạt họa, qua đời ở tuổi 49.[248]
  - Kigami Yoshiji, nam họa sĩ diễn hoạt, người tạo phân cảnh và đạo diễn người Nhật, qua đời ở tuổi 61.[249]
  - Nishiya Futosh, nam họa sĩ diễn hoạt, người thiết kế nhân vật và đạo diễn người Nhật, qua đời ở tuổi 37.[250]
  - Takemoto Yasuhiro, đạo diễn người Nhật, qua đời ở tuổi 47.[250]
- 28 tháng 7: Shimaka Yuu, nam diễn viên lồng tiếng người Nhật, qua đời ở tuổi 70.[251]
- 3 tháng 8: Nakamura Kazuko, nữ họa sĩ diễn hoạt người Nhật, qua đời ở tuổi 86.[252]